# Mesoleptus transversor
Mesoleptus transversor är en stekelart som först beskrevs av Carl Peter Thunberg 1822.  Mesoleptus transversor ingår i släktet Mesoleptus och familjen brokparasitsteklar. Arten är reproducerande i Sverige. Utöver nominatformen finns också underarten M. t. corsicator.